# Trentepohlia (Neomongoma) pictipes
Trentepohlia (Neomongoma) pictipes is een tweevleugelige uit de familie steltmuggen (Limoniidae). De soort komt voor in het Neotropisch gebied.